# Geputan (köpinghuvudort i Kina, Hubei Sheng, lat 30,94, long 113,72)
Geputan (kinesiska: 隔蒲潭, 隔蒲潭镇) är en köpinghuvudort i Kina. Den ligger i provinsen Hubei, i den centrala delen av landet, omkring 66 kilometer nordväst om provinshuvudstaden Wuhan. Antalet invånare är 51 137. Befolkningen består av 24 593 kvinnor och 26 544 män. Barn under 15 år utgör 13,0 %, vuxna 15-64 år 77 %, och äldre över 65 år 9,0 %.
Runt Geputan är det tätbefolkat, med 683 invånare per kvadratkilometer. Närmaste större samhälle är Chengzhong, 16,4 km väster om Geputan. Trakten runt Geputan består till största delen av jordbruksmark.
Genomsnittlig årsnederbörd är 1 441 millimeter. Den regnigaste månaden är juli, med i genomsnitt 203 mm nederbörd, och den torraste är december, med 19 mm nederbörd.